# تحالف ستار
تحالف ستار (بالإنجليزية: Star Alliance) هو أول وأكبر تحالف طيران في العالم، يرجع تاريخ إنشائه إلى 14 مايو 1997، وكانت بدايته بتحالف خمس شركات طيران عالمية هي طيران كندا، لوفتهانزا الألمانية، الخطوط الجوية الإسكندنافية، الخطوط الجوية الدولية التايلاندية ويونايتد إيرلاينز الأمريكية، ومنذ ذلك الحين والتحالف في نمو مستمر، حيث يبلغ عدد أعضائه الحاليين 24 عضواً، وثلاثة أعضاء إقليميين، ويقع المقر الرئيسي للتحالف في مدينة فرانكفورت بألمانيا.

## شركات الطيران الأعضاء

### الأعضاء الحاليين
| الشعار               | شركة الطيران                      | البلد                       | تاريخ الانضمام | الركاب مليون/بالسنة | الأسطول |
| -------------------- | --------------------------------- | --------------------------- | -------------- | ------------------- | ------- |
|                      | خطوط إيجة الجوية                  | اليونان                     | 2010           | 7,4                 | 53      |
|                      | طيران كندا                        | كندا                        | 1997 مؤسس      | 48                  | 390     |
|                      | طيران الصين                       | الصين                       | 2007           | 33,1                | 397     |
|                      | طيران الهند                       | الهند                       | 2014           | 24,6                | 125     |
|                      | طيران نيوزيلندا                   | نيوزيلندا                   | 1999           | 17                  | 112     |
|                      | خطوط كل اليابان الجوية            | اليابان                     | 1999           | 53,9                | 266     |
|                      | خطوط آسيانا الجوية                | كوريا الجنوبية              | 2003           | 19,5                | 84      |
|                      | الخطوط الجوية النمساوية           | النمسا                      | 2000           | 14,6                | 83      |
|                      | أفيانكا                           | كولومبيا                    | 2012           | 29,4                | 176     |
|                      | الخطوط الجوية البلجيكية           | بلجيكا                      | 2009           | 9,1                 | 52      |
|                      | خطوط كوبا الجوية                  | بنما                        | 2012           | 13,3                | 102     |
|                      | الخطوط الجوية الكرواتية           | كرواتيا                     | 2004           | 2,13                | 13      |
|                      | مصر للطيران                       | مصر                         | 2008           | 7,33                | 69      |
|                      | الخطوط الجوية الإثيوبية           | إثيوبيا                     | 2011           | 10,6                | 108     |
| ملف:EVA Air Logo.svg | إيفا للطيران                      | تايوان                      | 2013           | 12                  | 79      |
|                      | خطوط لوت الجوية البولندية         | بولندا                      | 2003           | 9                   | 75      |
|                      | لوفتهانزا                         | ألمانيا                     | 1997 مؤسس      | 71,3                | 721     |
|                      | الخطوط الجوية الإسكندنافية        | الدنمارك · النرويج · السويد | 1997 مؤسس      | 30                  | 156     |
|                      | خطوط شينزين الجوية                | الصين                       | 2012           | 30,22               | 191     |
|                      | الخطوط الجوية السنغافورية         | سنغافورة                    | 2000           | 19,51               | 112     |
|                      | خطوط جنوب أفريقيا الجوية          | جنوب إفريقيا                | 2006           | 6,8                 | 48      |
|                      | الخطوط الجوية الدولية السويسرية   | سويسرا                      | 2006           | 21,6                | 90      |
|                      | تاب برتغال                        | البرتغال                    | 2005           | 14,2                | 91      |
|                      | الخطوط الجوية الدولية التايلاندية | تايلاند                     | 1997 مؤسس      | 25                  | 100     |
|                      | الخطوط الجوية التركية             | تركيا                       | 2008           | 75,17               | 326     |
|                      | الخطوط الجوية المتحدة             | الولايات المتحدة            | 1997 مؤسس      | 156                 | 1329    |

### أعضاء سابقون
| الشعار | شركة الطيران                   | البلد            | الانضمام | المغادرة | السبب |
| ------ | ------------------------------ | ---------------- | -------- | -------- | --- |
|        | أنسيت أستراليا ‏                | أستراليا         | 1999     | 2002     | انسحبت من التحالف في 12 سبتمبر 2001 بعد تعرضها للانهيار المالي. [79] استأنفت أنسيت عملياتها في 1 أكتوبر 2001 لكنها توقفت بشكل دائم عن العمليات في 4 مارس 2002. في عام 2002 اندمجت الشركتين الفرعيتين هازلتون وكيندل لتصبحا شركة الخطوط الجوية الإقليمية السريعة.         |
|        | شركة الطيران المكسيكية ‏        | المكسيك          | 2000     | 2004     | غادرت التحالف في عام 2004 بعد أن قرار عدم تجديد اتفاقية الرمز المشترك مع الخطوط الجوية المتحدة، واختارت بدلاً من ذلك المشاركة بالرمز مع الخطوط الجوية الأمريكية. وانضمت إلى التحالف المنافس تحالف عالم واحد في 10 نوفمبر 2009. أوقفت العمليات في 28 أغسطس / آب 2010. [82] |
|        | خطوط ريو غراندين الجوية        | البرازيل         | 1997     | 2006     | أٌعسرت؛ لم تعد الشركة الخلف خطوط غول إنتليجنت الجوية تستوفي شروط عضوية التحالف واُستبعدت. توقفت عن العمل في 20 يوليو 2006. [36] |
|        | خطوط شانغهاي الجوية            | الصين            | 2007     | 2010     | غادرت 31 أكتوبر 2010؛ استحوذتخطوط شرق الصين الجوية عليها، التي انضمت إلى تحالف سكاي تيم في عام 2011. |
|        | إسبانيا للطيران                | إسبانيا          | 2003     | 2012     | أٌعسرت؛ توقفت عمليات الطيران في 28 يناير 2012 |
|        | خطوط كونتيننتال الجوية         | الولايات المتحدة | 2009     | 2012     | اندمجت مع الخطوط الجوية المتحدة في 3 مارس 2012 |
|        | خطوط ميدلاند البريطانية الجوية | المملكة المتحدة  | 2000     | 2012     | اُستحوذ عليها في أبريل 2012 من قبل مجموعة الخطوط الجوية الدولية، التي تمتلك أيضًا شركة الخطوط الجوية البريطانية عضو تحالف عالم واحد. |
|        | بلو ون                         | فنلندا           | 2004     | 2012     | غادرت التحالف رسميًا في 1 نوفمبر 2012، وبعد ذلك تم تشغيل جميع الرحلات الجوية لشركة الخطوط الجوية الإسكندنافية. |
|        | TACA                           | السلفادور        | 2012     | 2013     | اندمجت مع أفيانكا لتشكيل أفيانكا القابضة وتم تغيير اسمها إلى أفيانكا السلفادور مما يجعلها شركة تابعة لشركة أفيانكا. |
|        | لاودا إير                      | النمسا           | 2000     | 2013     | في أكتوبر 2001 أصبحت شركة فرعية بنسبة 99٪ للخطوط الجوية النمساوية وتم تشغيلها كعلامة تجارية منفصلة حتى مارس 2013 |
|        | خطوط تام الجوية                | البرازيل         | 2010     | 2014     | اندمجت خطوط تام مع خطوط لان لتشكيل مجموعة خطوط لاتام الجوية. في مارس 2013 قررت مغادرة تحالف ستار في 31 مارس 2014 والانضمام إلى تحالف عالم واحد لأن لان عضو فيه.[17] |
|        | خطوط الولايات المتحدة الجوية   | الولايات المتحدة | 2004     | 2014     | غادرت في 30 مارس 2014 كجزء من الاندماج مع شركة الخطوط الجوية الأمريكية عضو تحالف عالم واحد. |
|        | خطوط تيرول الجوية ‏             | النمسا           | 2000     | 2015     | اندمجت بالكامل مع الشركة الأم الخطوط الجوية النمساوية في عام 2015 |
|        | أفيانكا البرازيل ‏              | البرازيل         | 2015     | 2019     | أُعسرت، توقفت العمليات في 31 أغسطس 2019. |
|        | خطوط أدريا الجوية              | سلوفينيا         | 2004     | 2019     | أُعسرت، توقفت عن العمل في 30 سبتمبر 2019. |

## وصلات خارجية
- (بالإنجليزية) الموقع الرسمي للتحالف